# FbŠ Bohemians

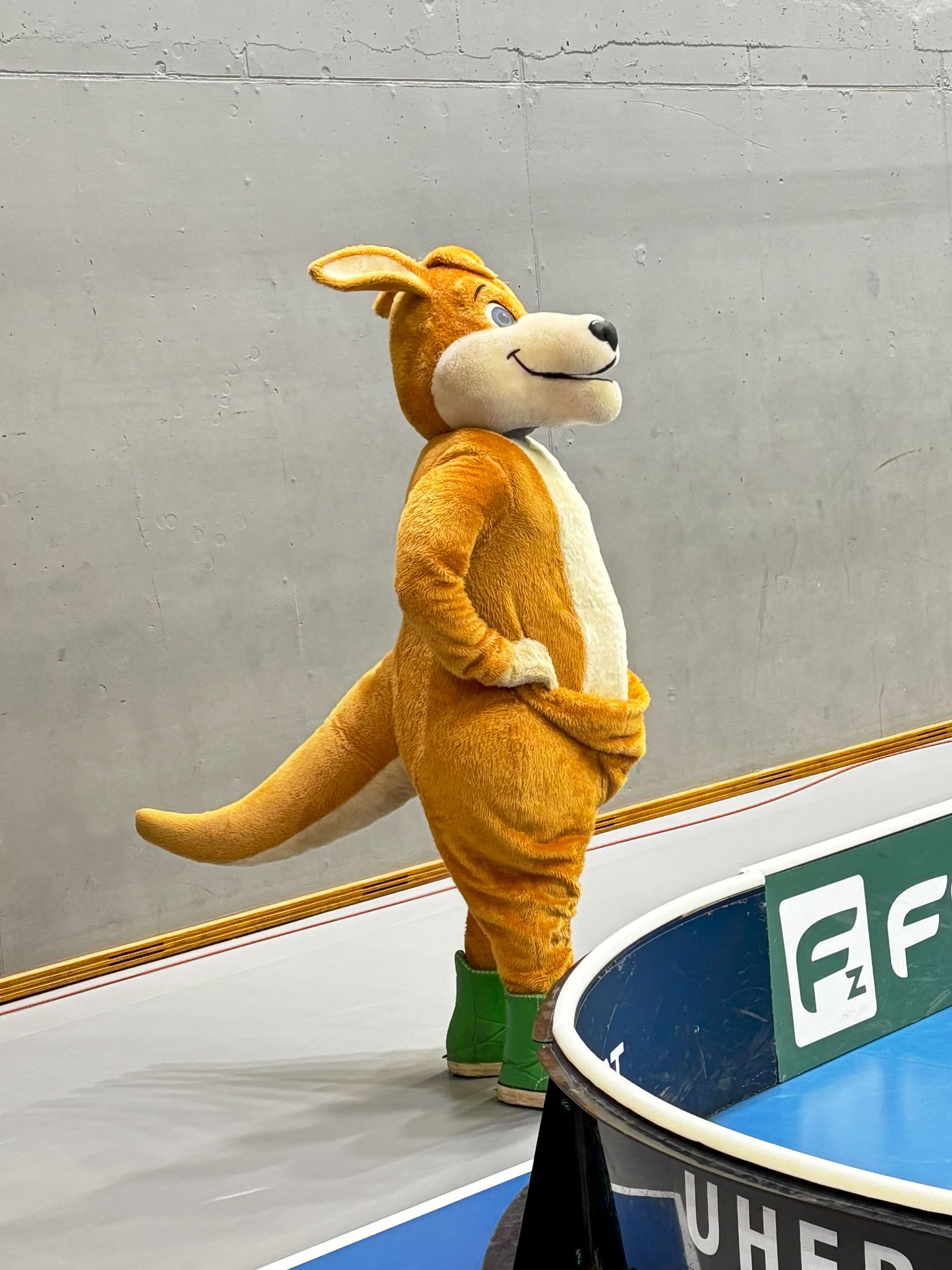
Klubový maskot

FbŠ Bohemians je pražský florbalový klub. Vznikl v roce 1996 spojením FbK Gymnázium Písnická, ŠSK Jižní a FbK Noxa Praha. Klub byl založen Martinem Musilem, Pavlem Kočvarou a Jiřím Šikolou.
Mužský tým hraje v Superlize florbalu od sezóny 2010/2011, kdy postoupilo z nižší soutěže. Dříve hrálo nejvyšší soutěž také v sezónách 2003/2004 až 2007/2008. Největším úspěchem týmu je účast v semifinále v sezónách 2022/2023 a 2024/2025. Ve druhé z nich skončil na druhém místě v základní části a tím na konečném bronzovém místě. V ročníku 2023 získal tým první místo v Poháru Českého florbalu, čímž postoupil do nového formátu Poháru mistrů 2024.

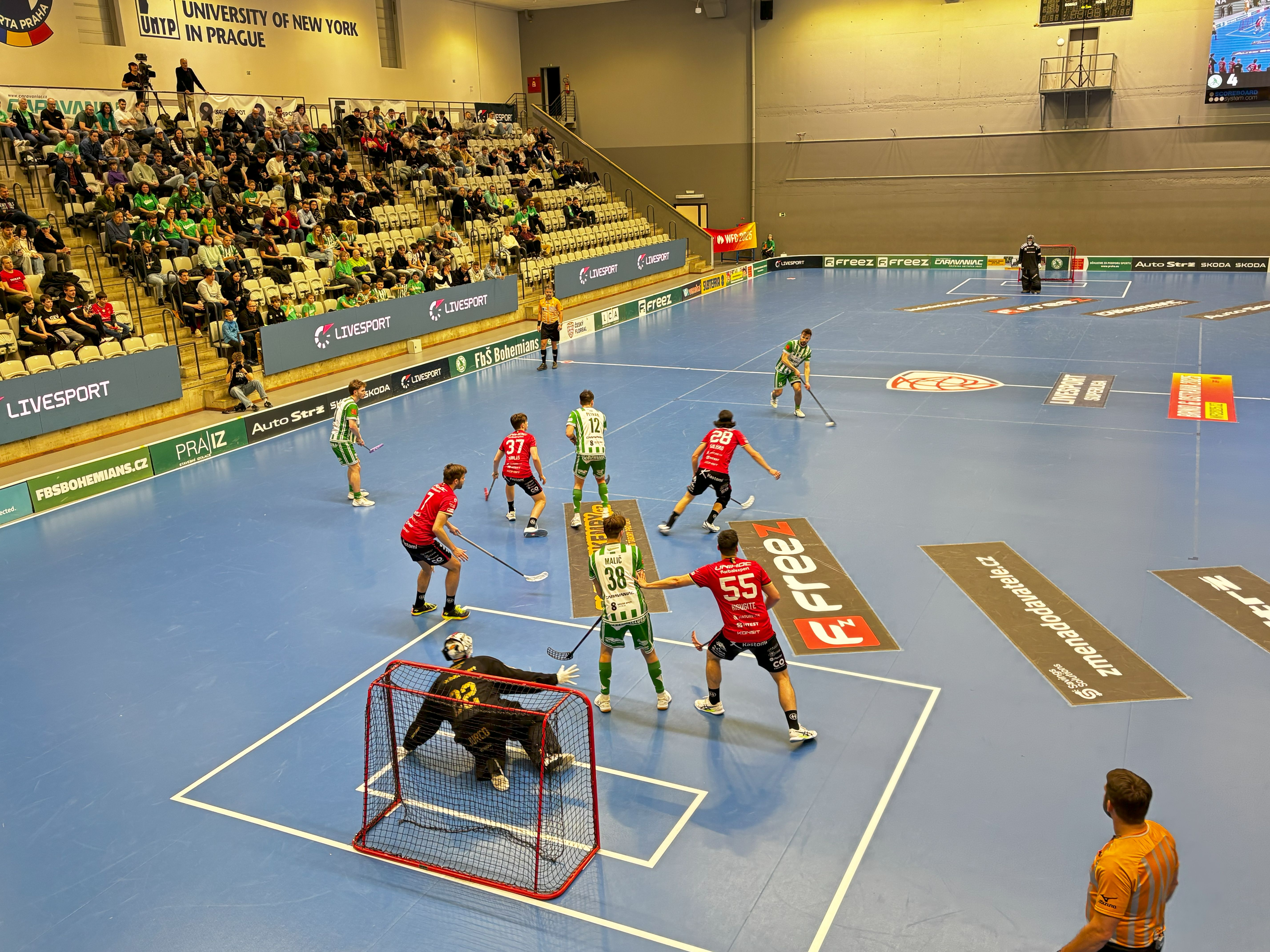
Mužský tým (v zeleném) v domácím semifinále 2024/2025 proti Tatranu Střešovice

Ženský tým hraje v Extralize žen. Pětkrát získalo titul vicemistra, v sezónách 2005/2006, 2007/2008 a 2009/2010 až 2011/2012. Tým také získal dvě druhá místa v Poháru Českého florbalu v ročnících 2010 a 2016.
Tým vznikl výběrem z hráček Akcent Sparta Praha, Pohoda Praha a FbŠ Praha.

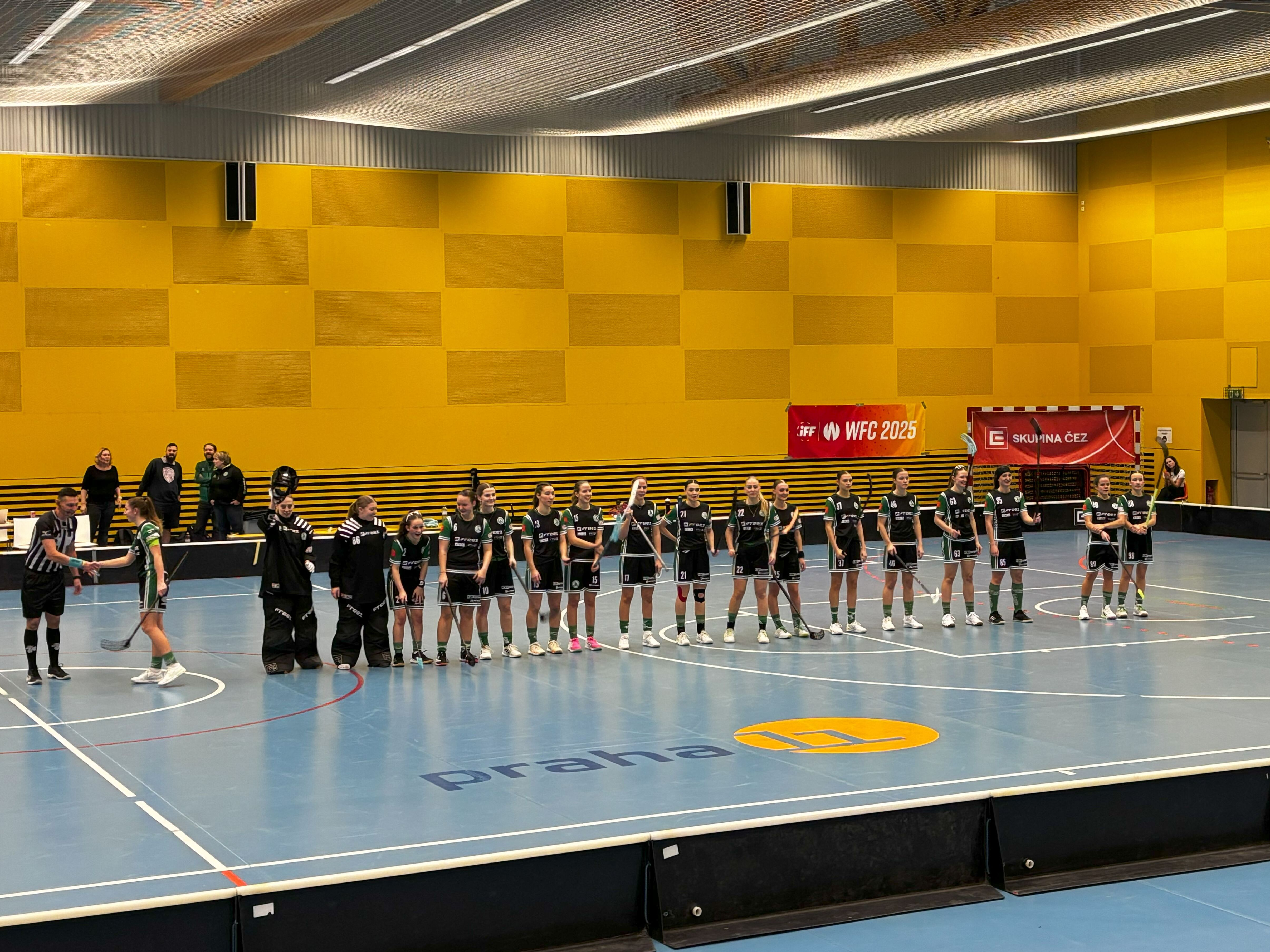
Ženský tým v sezóně 2024/2025

Klub je známý svým důrazem na děti a mládež, jejichž trénink byl dlouhodobě spojen s trenérem Michalem Jedličkou. Juniorský tým získal v sezóně 2017/2018 mistrovský titul. V sezóně 2024/2025 obsahovala jeho členská základna přes 2400 dětí a dospělých, kteří byli rozděleni do 39 družstev. Řadí se tak mezi největší florbalové oddíly v Česku.

## Názvy klubu
Od roku 2000 nesl klub název 1. HFK Děkanka. V roce 2002 se přejmenoval na FbŠ Praha, avšak před začátkem sezóny 2004/2005 se tým spojil s FBK Bohemians Praha, čímž vznikl současný název klubu, FbŠ Bohemians. V některých sezónách klub nesl název sponzorů: EVVA FBŠ Bohemians, FbŠ pipni.cz Bohemians a FbŠ JUREX Bohemians.

## Úspěchy
Muži
- Vítěz Czech Open kategorie Muži Pro: 2013
- Účast v semifinále play-off: 2023, 2025
- Vítěz Poháru Českého florbalu: 2023
- 2. místo v Poháru Českého florbalu: 2019, 2025

Ženy
- Vicemistr ČR: 2000, 2001, 2003, 2006, 2008, 2010, 2011, 2012
- 3. místo: 2002, 2005, 2007, 2009
- 2. místo v Poháru Českého florbalu: 2010, 2016

Junioři
- Mistr ČR: 2018[10]
- Vicemistr ČR: 2011, 2012, 2015, 2016, 2017
- 3. místo: 2013, 2014

Juniorky
- Mistr ČR: 2007, 2008, 2009, 2015
- Vicemistr ČR: 2001, 2003, 2004, 2006, 2025[13]
- 3. místo: 2005, 2010, 2012

Starší žáci
- 2011, 2012, 2013, 2014, 2015, 2016

## Historie
Historie klubu FbŠ Bohemians se datuje od roku 1996.
Spojením tří subjektů – FbK Gymnázium Písnická, ŠSK Jižní a FbK Noxa Praha – se stal jedním z největších florbalových klubů. V letech 2000 až 2002 nesl jméno 1. HFK Děkanka, následně pak FbŠ Praha.
Před sezónou 2004/2005 se oddíl FbŠ Praha sloučil s FBK Bohemians Praha a upevnil si tak pozici největšího florbalového klubu v zemi – FbŠ Bohemians. Za tímto spojením stáli výhradně Martin Musil, Jiří Šikola a Pavel Kočvara. Mužský tým FBK hrál dvě předchozí sezóny 2002/2003 a 2003/2004 nejvyšší soutěž, ze které ve druhé sezóně sestoupil. Sloučením se tak v soutěži nepřímo udržel. Nejlepším výsledkem týmu bylo deváté místo v sezóně 2002/2003.
Družstvo mužů v sezóně 2001/2002 postoupilo ze třetí do druhé ligy a hned v dalším ročníku postoupilo dále do extraligy. V sezóně 2003/2004 jako nováček nejvyšší soutěže družstvo uspělo v baráži o 1. ligu a probojovalo se až do čtvrtfinále Poháru ČFbU. V nejvyšší soutěži se tým držel až do sezóny 2007/2008, kdy proběhla generační obměna kádru, a tým sestoupil do 1. ligy. V sezóně 2010/2011 se tým vrátil do extraligy, kde hraje až do současnosti.

## Tým mužů

### Sezóny

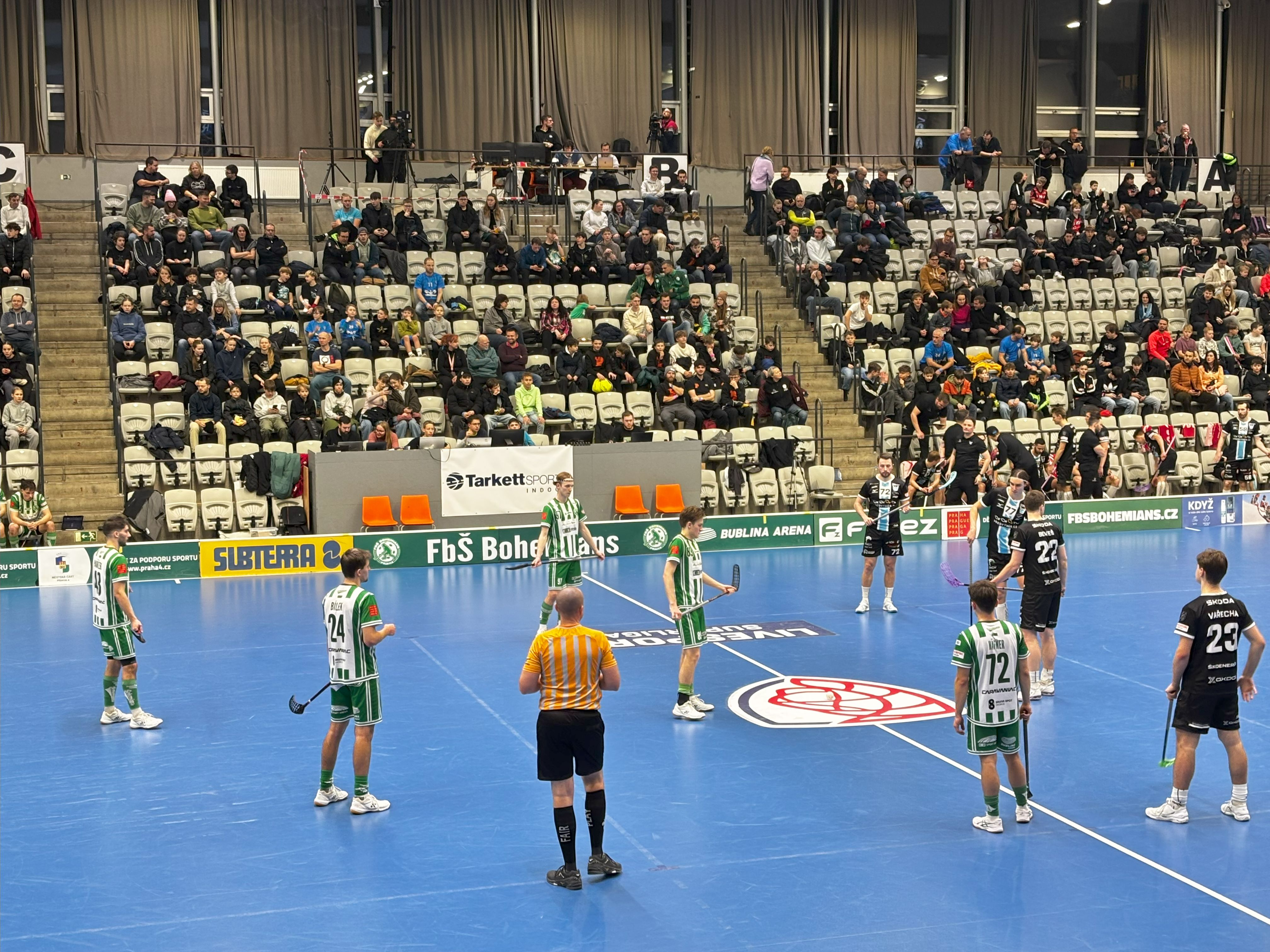
Mužský tým (v zeleném) v sezóně 2024/2025

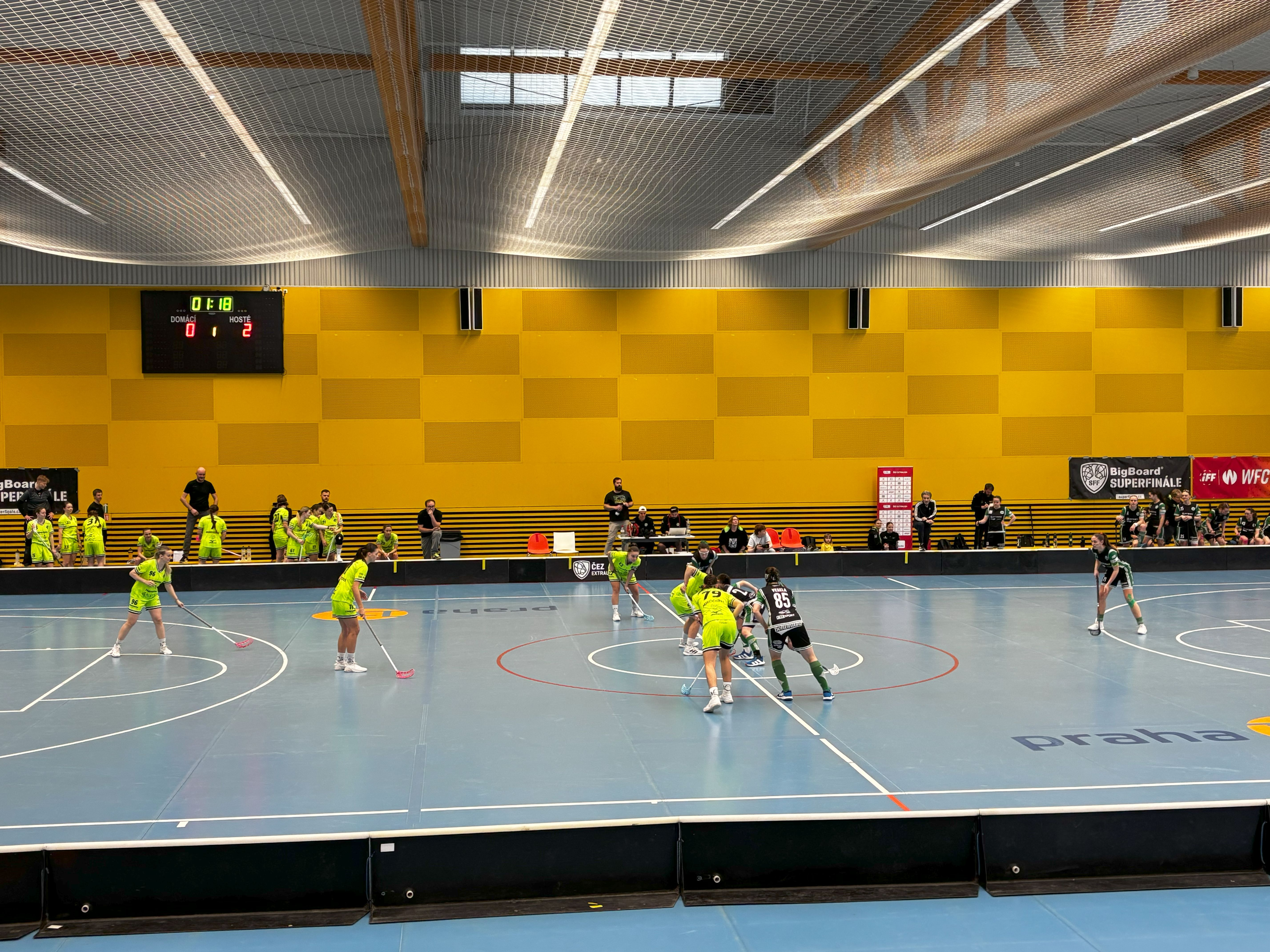
Ženský tým (vpravo) v domácím čtvrtfinále 2024/2025 proti 1. SC Vítkovice

| Sezóna    | Úroveň | Soutěž              | Umístění | Poznámka                                                                                                 |
| --------- | ------ | ------------------- | -------- | --- |
| 1999/2000 | 3      | 3. liga             |          | [ 15 ]                                                                                                   |
| 2000/2001 | 3      | 3. liga             |          | [ 16 ]                                                                                                   |
| 2001/2002 | 3      | 3. liga             |          | Postup do vyšší ligy                                                                                     |
| 2002/2003 | 2      | 2. liga             | 1.       | Postup do vyšší ligy                                                                                     |
| 2003/2004 | 1      | 1. liga             | 9.       | První místo ve skupině o udržení                                                                         |
| 2004/2005 | 1      | 1. liga             | 7.       | Vypadnutí ve čtvrtfinále play-off proti FBC Pepino Ostrava                                               |
| 2005/2006 | 1      | Fortuna extraliga   | 9.       | Výhra v 1. kole play-down proti SK FBC Třinec                                                            |
| 2006/2007 | 1      | Fortuna extraliga   | 11.      | Výhra v baráži proti SK Bivoj Litvínov                                                                   |
| 2007/2008 | 1      | Fortuna extraliga   | 12.      | Prohra v 2. kole play-down proti M&M Reality Sokol Pardubice – Sestup do nižší ligy                      |
| 2008/2009 | 2      | 1. liga             | 2.       | Prohra ve finále play-off proti Sokol Pardubice – Prohra v baráži proti TJ VHS Znojmo                    |
| 2009/2010 | 2      | 1. liga             | 2.       | Prohra ve finále play-off proti FBC Kladno – Výhra v baráži proti Torpedo Havířov – Postup do vyšší ligy |
| 2010/2011 | 1      | Fortuna extraliga   | 9.       | Výhra v 1. kole play-down proti FBC Kladno                                                               |
| 2011/2012 | 1      | Fortuna extraliga   | 9.       | Výhra v 1. kole play-down proti Sokol Pardubice                                                          |
| 2012/2013 | 1      | AutoCont extraliga  | 9.       | Výhra v 1. kole play-down proti Torpedo Pegres Havířov                                                   |
| 2013/2014 | 1      | AutoCont extraliga  | 7.       | Vypadnutí ve čtvrtfinále play-off proti BILLY BOY Mladá Boleslav                                         |
| 2014/2015 | 1      | AutoCont extraliga  | 5.       | Vypadnutí ve čtvrtfinále play-off proti itelligence Bulldogs Brno                                        |
| 2015/2016 | 1      | Tipsport Superliga  | 6.       | Vypadnutí ve čtvrtfinále play-off proti itelligence Bulldogs Brno                                        |
| 2016/2017 | 1      | Tipsport Superliga  | 8.       | Vypadnutí ve čtvrtfinále play-off proti Tatran Střešovice                                                |
| 2017/2018 | 1      | Tipsport Superliga  | 5.       | Vypadnutí ve čtvrtfinále play-off proti ACEMA Sparta Praha                                               |
| 2018/2019 | 1      | Tipsport Superliga  | 8.       | Vypadnutí ve čtvrtfinále play-off proti ACEMA Sparta Praha                                               |
| 2019/2020 | 1      | Superliga florbalu  | 5.       | Sezóna ukončena za stavu 1:1 na zápasy ve čtvrtfinále play-off proti ACEMA Sparta Praha                  |
| 2020/2021 | 1      | Livesport Superliga | 5.       | Vypadnutí ve čtvrtfinále play-off proti FAT PIPE Florbal Chodov                                          |
| 2021/2022 | 1      | Livesport Superliga | 5.       | Vypadnutí ve čtvrtfinále play-off proti ACEMA Sparta Praha                                               |
| 2022/2023 | 1      | Livesport Superliga | 4.       | Vypadnutí v semifinále play-off proti 1. SC TEMPISH Vítkovice                                            |
| 2023/2024 | 1      | Livesport Superliga | 6.       | Vypadnutí ve čtvrtfinále play-off proti 1. SC TEMPISH Vítkovice                                          |
| 2024/2025 | 1      | Livesport Superliga | 3.       | Vypadnutí v semifinále play-off proti ESA logistika Tatran Střešovice                                    |

### Známí trenéři
- Michal Jedlička (2014–)

### Známí hráči
- Filip Forman (2019–2023, 2025–)
- Milan Fridrich (2003–2005)
- Michal Jedlička (1998–2003, 2010–2013, 2015)
- Josef Juha (2018–2019)
- Tomáš Kafka (2007–2008)
- Martin Kisugite (2011–2017, 2020, 2022–2023)
- David Podhráský (2008)
- Lukáš Punčochář (2021)
- Martin Richter (2001–2006)
- David Rytych (2013–2014)

## Tým žen

### Sezóny
| Sezóna                                                      | Úroveň | Soutěž        | Umístění | Poznámka                                                                                          |
| ----------------------------------------------------------- | ------ | ------------- | -------- | ------------------------------------------------------------------------------------------------- |
| 1995/1996                                                   | 1      | 1. liga       | 7.       | Hrála se jen základní část                                                                        |
| 1996/1997                                                   | 1      | 1. liga       | 5.       | Hrála se jen základní část                                                                        |
| V sezónách 1997/1998 a 1998/1999 tým nejvyšší soutěž nehrál |        |               |          |                                                                                                   |
| 1999/2000                                                   | 1      | 1. liga       | 8.       | Udržení v lize                                                                                    |
| 2000/2001                                                   | 1      | 1. liga       | 5.       | Udržení v lize                                                                                    |
| 2001/2002                                                   | 1      | 1. liga       | 8.       | Udržení v lize                                                                                    |
| 2002/2003                                                   | 1      | 1. liga       | 7.       | Vypadnutí ve čtvrtfinále play-off proti HFK Děkanka                                               |
| 2003/2004                                                   | 1      | 1. liga       | 5.       | Vypadnutí ve čtvrtfinále play-off proti 1. SC SSK Vítkovice                                       |
| 2004/2005                                                   | 1      | 1. liga       | 3.       | Výhra v zápase o 3. místo proti 1. SC SSK Vítkovice                                               |
| 2005/2006                                                   | 1      | 1. liga       | 2.       | Vicemistr po prohře ve finále play-off proti FBC Liberec Crazy Girls                              |
| 2006/2007                                                   | 1      | Extraliga     | 3.       | Vypadnutí v semifinále play-off proti FBC Liberec ALIAZ Crazy Girls                               |
| 2007/2008                                                   | 1      | Extraliga     | 2.       | Vicemistr po prohře ve finále play-off proti CON INVEST Děkanka Praha                             |
| 2008/2009                                                   | 1      | Extraliga     | 3.       | Vypadnutí v semifinále play-off proti TJ JM Chodov                                                |
| 2009/2010                                                   | 1      | Extraliga     | 2.       | Vicemistr po prohře ve finále play-off proti Herbadent Tigers SJM                                 |
| 2010/2011                                                   | 1      | Extraliga     | 2.       | Vicemistr po prohře ve finále play-off proti Herbadent SJM Praha 11                               |
| 2011/2012                                                   | 1      | Extraliga     | 2.       | Vicemistr po prohře ve finále play-off proti Herbadent SJM Praha 11                               |
| 2012/2013                                                   | 1      | Extraliga     | 4.       | Vypadnutí v semifinále play-off proti Herbadent SJM Praha 11                                      |
| 2013/2014                                                   | 1      | Extraliga     | 4.       | Vypadnutí v semifinále play-off proti Herbadent Praha 11 SJM                                      |
| 2014/2015                                                   | 1      | Extraliga     | 4.       | Vypadnutí v semifinále play-off proti Herbadent Praha 11 SJM                                      |
| 2015/2016                                                   | 1      | Extraliga     | 4.       | Vypadnutí v semifinále play-off proti 1. SC Vítkovice Oxdog                                       |
| 2016/2017                                                   | 1      | Extraliga     | 5.       | Vypadnutí ve čtvrtfinále play-off proti FBC ČPP Bystroň Group Ostrava                             |
| 2017/2018                                                   | 1      | Extraliga     | 5.       | Vypadnutí ve čtvrtfinále play-off proti 1. SC TEMPISH Vítkovice                                   |
| 2018/2019                                                   | 1      | Extraliga     | 5.       | Vypadnutí ve čtvrtfinále play-off proti 1. SC TEMPISH Vítkovice                                   |
| 2019/2020                                                   | 1      | Extraliga     | 7.       | Sezóna ukončena po dvou prohraných zápasech ve čtvrtfinále play-off proti FAT PIPE Florbal Chodov |
| 2020/2021                                                   | 1      | Extraliga     | 8.       | Vypadnutí ve čtvrtfinále play-off proti FAT PIPE Florbal Chodov                                   |
| 2021/2022                                                   | 1      | Extraliga     | 5.       | Vypadnutí ve čtvrtfinále play-off proti FBC ČPP Bystroň Group Ostrava                             |
| 2022/2023                                                   | 1      | Extraliga     | 6.       | Vypadnutí ve čtvrtfinále play-off proti PSN Tatran Střešovice                                     |
| 2023/2024                                                   | 1      | ČEZ Extraliga | 7.       | Vypadnutí ve čtvrtfinále play-off proti FAT PIPE Florbal Chodov                                   |
| 2024/2025                                                   | 1      | ČEZ Extraliga | 5.       | Vypadnutí ve čtvrtfinále play-off proti 1. SC Tempish Vítkovice Natios                            |

### Známé hráčky
- Adéla Bočanová (2010–2022)
- Jana Christianová (2006–2009, 2012–2014)
- Lucie Kadlecová (Szotkowská) (2004–2012)
- Kamila Musilová (Bočanová) (2004–2012)
- Hana Poláková (2013–2021)
- Jana Vávrová (2003—2011)
- Eliška Vrátná (Křížová) (2004–2010, 2011–2014, 2018–2020)

### Soupiska
| #  | Pozice | Hráč                |
| -- | ------ | ------------------- |
| 66 | B      | Eliška Svrčková     |
| 86 | B      | Anita Vlachová      |
| 21 | O      | Aneta Faltová       |
| 22 | O      | Kristýna Dvořáková  |
| 29 | O      | Lucie Seifertová    |
| 63 | O      | Alice Jirásková     |
| 71 | O      | Tereza Havlová      |
| 77 | O      | Anna-Marie Divišová |
| 2  | Ú      | Kateřina Strnadová  |
| 10 | Ú      | Veronika Štajnerová |
| 13 | Ú      | Agáta Procházková   |

| #  | Pozice | Hráč                     |
| -- | ------ | ------------------------ |
| 15 | Ú      | Radka Korbelářova        |
| 17 | Ú      | Simona Korbelářová       |
| 25 | Ú      | Anna Stará               |
| 37 | Ú      | Kristína Říhová          |
| 46 | Ú      | Michaela Urbanová        |
| 64 | Ú      | Eliška Jaroslava Mrázová |
| 85 | Ú      | Lucie Veselá             |
| 89 | O      | Kateřina Bünterová       |
| 94 | Ú      | Adéla Bočanová           |
| 99 | Ú      | Lucie Čermáková          |